# Elsa Mahler
Elsa-Eugenie Mahler (* 15. November 1882 in Moskau, Russisches Kaiserreich; † 30. Juni 1970 in Riehen) war eine Schweizer Slawistin und Volkskundlerin und die erste Professorin der Universität Basel.

## Leben
Elsa-Eugenie Mahler wurde am 15. November 1882 als Tochter eines ausgewanderten Schweizer Kaufmanns und einer deutsch-baltischen Mutter in Moskau geboren. Ihre Schulzeit verbrachte sie in Moskau, die höhere Ausbildung erlangte sie an der philologisch-historischen Abteilung der einzigen Lehreinrichtung, die damals Russlands Frauen offenstand: der Bestuschew-Hochschule für Frauen in Sankt Petersburg. In Berlin und München studierte Elsa Mahler danach Klassische Philologie und Kunstgeschichte, kehrte jedoch 1913 ohne Abschluss wieder nach Petersburg zurück. In der Zeit des Ersten Weltkriegs, der Oktoberrevolution und des Bürgerkriegs unterrichtete sie an verschiedenen Petrograder Schulen – bis diese geschlossen wurden.
1919 wurde Mahler Assistentin der Russländischen Akademie der Wissenschaften, zuständig für die Altertumssammlung. Als sie 1920 von einem Weiterbildungsurlaub in der Schweiz an ihren Arbeitsort zurückkehren wollte, wurde ihr dies von den sowjetischen Behörden verwehrt; vermutlich wollten diese sie abschieben. So blieb sie in Basel.
In der Folge arbeitete Elsa Mahler weiterhin wissenschaftlich, aber nicht auf ihrem ursprünglichen Gebiet, den Altertumswissenschaften, sondern auf dem Gebiet der Russistik, für die sie durch Herkunft, Ausbildung und Unterrichtspraxis prädestiniert war. Zwar schloss sie das Studium der Klassischen Archäologie 1924 mit einer Dissertation über die megarischen Becher ab, gleichzeitig aber bemühte sie sich um die Stelle einer Lektorin für Russisch an der Universität Basel, die ihr im April 1923 zugesprochen wurde. 1928 habilitierte sie sich in Basel mit einer Arbeit über die russische Totenklage und wirkte danach zehn Jahre als Privatdozentin. 1938 wurde sie als erste Frau der Universität Basel zur ausserordentlichen Professorin ernannt.

## Lehre und Forschung
Während über vier Jahrzehnten unterrichtete Elsa Mahler Russische Literatur und Kultur und gab Sprachkurse auf allen Niveaus. In der Zeit des Zweiten Weltkriegs, als Russisch besonders gefragt war, publizierte sie das Lehrbuch der russischen Sprache (1944) und ein Russisches Lesebuch (1946). Ihre Vorlesungen behandelten Themen aus dem Gesamtgebiet der Russistik, waren aber doch zum grössten Teil der russischen Literatur des 19. und 20. Jahrhunderts gewidmet. Das entsprechende Buchprojekt – eine  russische Literaturgeschichte mit Porträts der grossen Gestalten – ist unvollendet geblieben.
Der Weg von der Eröffnung des Russisch-Lektorats bis zur Anerkennung der Faches als einer eigenständigen Disziplin im Institutsrang ist in den Vorlesungsverzeichnissen der Universität Basel ablesbar: Bis zum Sommersemester 1949 war Elsa Mahler Vorsteherin der «Russischen Bibliothek», danach des «Russischen Seminars», und erst im Wintersemester 1958/59, als sie schon fünf Jahre pensioniert war, aber immer noch Übungen abhielt, wurde aus dem «Russischen» das «Slavische Seminar».
In der Forschung widmete sich Elsa Mahler besonders dem russischen Volkslied. Während sie das Material zu ihrem Buch «Die russische Totenklage» von 1936 (eine stark erweiterte Fassung der Habilitationsschrift) noch aus schriftlichen Quellen zusammentrug, waren ihre beiden anderen Hauptwerke die Frucht ihrer Volkslied-Exkursionen der späten dreissiger Jahren ins Gebiet um Petschory, das nach dem Vertrag von Tartu in der Zwischenkriegszeit eine Exklave russischer Kultur auf estnischem Gebiet darstellte. Das erste Buch, «Altrussische Lieder aus dem Pečoryland» (1951), ist «mehr als eine Sammlung, nämlich eine eigentliche Studie zu Liedleben und Liedgebrauch, mit Sängerinnen-Porträts, Texten und Melodien». Das zweite Buch, «Die russischen dörflichen Hochzeitsbräuche» (1960), stellt zudem «eine brisante frühe volkskundliche Monographie zur Geschlechterfrage» dar.